# Microrregión de Marília
La microrregión de Marília es una de las microrregiones del estado brasilero de São Paulo perteneciente a la mesorregión Marília. Su población fue estimada en 2006 por el IBGE en 338.113 habitantes y está dividida en trece municipios. Posee un área total de 4.862,975 km².

## Municipios
- Álvaro de Carvalho
- Alvinlândia
- Echaporã
- Fernão
- Gália
- Garça
- Lupércio
- Marília
- Ocauçu
- Oriente
- Oscar Bressane
- Pompeia
- Vera Cruz

- Datos: Q2464622